# Cottunculus nudus
Cottunculus nudus är en fiskart som beskrevs av Nelson, 1989. Cottunculus nudus ingår i släktet Cottunculus och familjen paddulkar. Inga underarter finns listade i Catalogue of Life.